# Jovan Radonjić
Jovan Radonjić (1748. – 8. srpnja 1803.), crnogorski gubernadur.
Radonjić s nepunih sedamnaest godina nasljeđuje gubernadurstvo u Crnoj Gori 1765. godine poslije smrti starijeg brata Vukolaja I. Neki su mu osporavali pravo naslijeđa gubernadurstva koje je trebao naslijediti od oca gubernadura Stanislava Radonjića, tvrdeći da je to pravo izborno. Jovan je 1770. prihvatio i opciju izbora. Bio je gubernadur s najduljim "stažem" u Crnoj Gori, i prema nasljednom, i prema izbornom pravu. Biran je uzastopce devetnaest puta na po dvije godine, ukupno 38 godina, sve do svoje smrti 1804. godine, kada je gubernadurstvo naslijedio njegov sin, posljednji crnogorski gubernadur Vukolaj Radonjić, koji je također formalno izabran.

## Pobjeda nad Mahmud-pašom Bušatlijom
Pod komandom vladike Petra I. i gubernadura Jovana Radonjića, prvo 11. srpnja 1796. u Martinićima, a zatim iste godine u boju na Krusima 22. rujna crnogorska vojska odnijela je pobijedu nad vojskom Mahmud-paše Bušatlije, u kojoj je Mahmud-paša i poginuo. Postoji i pjesma  "Pjesn černogorska", tiskana u Trstu 1803. godine koja izvanreno opisuje tijek bitke. 

## Sve guvernadurove bitke
Povjesničari izbjegavaju obavezu da kažu da je upravo guvernadur Jovan Radonjić bio jedina ličnost koja se od Mahmud-pašinog prvog udara na Crnu Goru do Bitka na Martinićima i Bitka na Krusima spominje kao čelnik crnogorske vojske u svim akcijama, jedini zapovjednik crnogorske vojske kome se povodom svih vojnih pitanja i akcija u tom periodu obraćaju i domaći glavari i strani vojni zapovjednici, ratnik koji bitkama na Martinićima i Krusima nije izvršitelj mitropolitovih naredbi, nego s mitropolitom dijeli zapovjedništvo, kako to i sam B. Pavićević piše u svom tekstu O prvom pohodu Mahmuta Bušatlije na Crnu Goru 1796., tiskanom 1956. godine.
Doda li se svemu tome da mitoropolita nije bilo u ratovima sve do Martinića i Krusa, a to je punih 12 godina nakon hirotonije, da je unatoč tome što je preuzeo slavu za te sjajne pobjede i taj ratni angažman radio po pola s guvernadurom Jovanom Radonjićem, da je s guverndurovim nasljednikom na toj funkciji (Vukolajem Radonjićem) također po pola dijelio sve vojne, diplomatske i državne poslove izuzev rada na pripremama skupština čiji je zadatak bio da smijene guvernadura, eto znatno mršavijeg rezultata njegove angažiranosti od guvernadurove na važnim društvenim i državnim poslovima.

## Zanimljivosti
- Gubernadur Jovan Radonjić je neposredno pred svoju smrt donio iz Beča tiskaru i doveo komisiju koja bi procijenila gdje bi se ona izgradila, ali je od vladike bio optužen da je doveo austrijske špijune da procijene koliko vrijedi Crna Gora, optužujući gubernadur da će je "prodati ćesaru". Tako je gubernadur Jovan odustao od tiskare i prodao je nekomu u Boki.
- Kada je Mahmud-paša Bušatlija raspisao nagradu za glavu gubernadura Jovana, a njemu samom poručio da će mu je najvjerojatnije sam posjeći i spaliti na Cetinju, kao i njegov dom, gubernadur je sam popalio svoje kuće kako se ne bi Bušatlija hvalio time. Poslije pobjede na Krusima, Jovan piše Dvoru u Beču kako mu trebaju nadoknaditi štetu koju je pretrpio paleći vlastitu kuću. Car mu je povoljno odgovorio, jer je bio zadovoljan ishodom bitke i zaustavljanju osmanlijskog ratnog naprijedovanja.
- Najžešće osude da je gubernadur Jovan Radonjić bio taj koji je na širenju austrijskog utjecaja radio i bio jedini optuženik za "izdaju", možemo opovrći time što je on zajedno s Petrom I Petrovićem i prvim serdarom Ivanom Petrovićem sačinjavao delegaciju koja je 1799. godine izradila "Konvenciju" za austrijsku vladarku o priznavanju austrijskog pokroviteljstva nad Crnom Gorom.Mora se reći da je u njenoj izradi najvjerojatnije najviše sudjelovala najumnija glava u delegaciji-arhimandrit Petar I Petrović Njegoš, a okrivljen Jovan Radonjić. (O ovome vidjeti u djelu B.Pavićevića "Petar I Petrović Njegoš", kao i u kod Čubrilovića "Crna Gora i rusko-austrijski ugovor", u Ispisima iz Bečkih državnih arhiva.)
- Pierre Marche 1912. godine prenosi natpis s Jatagana guvernadura:"Sie nož ot Jovana Radonjića, guvernatora nad svom crnogorskom nacijom " 1777.

"O, veliki Samostvoritelju, pomozi jadnome, no junačkome crnogorskom narodu, održi ga u slozi i viteškom poštenju!"
- Za razliku od mitropolita koji je ranije dobiveni novac potrošio, guvernadur Jovan Radonjić u pismu kotorskom providuru 29. travnja 1782. godine, čiji sadržaj objavljuje Tomica Nikčević, što ga je napisao u vrijeme "kad je zaprijetila opasnost od turskog napada", traži od adresata "deset miljara hljeba, jedan miljar praha i jedan miljar olova" pa naglašava: )na izvornom crnogorskom jeziku..."Ako ga ne bi ktio prevedri Senat darovati, ja ću vi učiniti skrit verho mojijeh dobarah što imam u vaš štat i što ću vi poslati makar duple zaklade". Guvernadur, prema ovom pismu nije samo neko ko traži pomoć za Crnu Goru kad joj je najpotrebnije, nego i jedini crnogorski glavar koji nudi svoje imuće u zalog, samo da se tražena pomoć dobije.
- "Stega je, na primjer, kaže Dušan Lekić, pozivajući se na Dušana Vuksana, proizašla iz zakletve katunskih glavara, koju je u zakonsku fomu ukalupio ruski komesar đakon Aleksije, a mitropolit Petar ju je dopunio "samo utoliko što je u nju ugradio riječi koje se često ponavljaju: `izdajnik`, `Juda`, `Vuk Branković` itd."(Dušan Lekić Op. cit., str. 106)."Stega je stvarno napisna Aleksijevom rukom, ali misli unesene u nju nijesu bile njeove...". B. Pavićević kao dokaz više uz svoju tvrdnju navodi i podatak da su "tekst Stege potpisali guvernadur Jovan Radonjić, serdar Ivan Petrović, knez Vuko Bogdanović i ostali svi glavari ‚'od sve Crne Gore'"(Branko Pavićević: Petar I Petrović Njegoš, str. 165-166; u Dr Radovan Radonjić: Guvernadursko-mitropolitska kontroverza u crnogorskoj istoriografiji, str. 292).

## Vanjske poveznice
- Pesn cernogorska
- Radonjić, svjetovni vladar, vladika duhovni (navođenje Radonjića kao gubernadura, a ne guvernadura)
- [neaktivna poveznica] Akademik Radovan Radonjić o studiji "Guvernadursko-mitropolitska kontroverza u crnogorskoj istoriografiji"
- Kapitalna studija Radovana Radonjića "Guvernadursko-mitropolitska kontroverza u crnogorskoj istoriografiji" u izdanju DANU i POBJEDE
- Emisija "Živa istina" RTV IN 14.1.2011. gost Akademik Radovan Radonjić (VIDEO)       Arhivirana inačica izvorne stranice od 4. ožujka 2016. (Wayback Machine)
- RT CG emisija "GUVERNADURI"
- Emisija "Istorijske paralele" TV Montena,6.4. 2011.  (VIDEO)

- Stari grb Radonjića (Grbovnik / Arhiv Nirnberg i Dvorski istorijski arhiv - Beč)
- "Sve dođe na viđelo"   Arhivirana inačica izvorne stranice od 24. svibnja 2012. (Wayback Machine)
- Akademik Radovan Radonjić "O političkom nasljeđu Crnojevića" str 684-694.   Arhivirana inačica izvorne stranice od 6. ožujka 2016. (Wayback Machine)